# エドマンド・ケネディ
エドマンド・ペンドルトン・ケネディ（英語：Edmund Pendleton Kennedy、1785年2月22日 – 1844年3月28日）はアメリカ海軍の士官で、後に東インド艦隊の初代司令官となった。

## 青年期
ケネディは1785年頃メリーランド州に生まれた。幼い頃両親を亡くしたこともあり、ボーイとして海軍に入隊し、帆走フリゲート・ジョン・アダムス（USS John Adams）に乗艦した。第一次バーバリ戦争のトリポリ港の戦い（1804年）の際には掌砲兵曹であったが、その勇敢な行動が認められ、戦いの直後に士官候補生となった。1810年には大尉に昇進し、米英戦争勃発後の1813年にはスクーナー・ノンサッチ（USS Nonsuch）の艇長となった。しかし、外海に出ることは無かった。続いて、ノーフォークのフリゲート・コンステレーション（USS Constellation）に異動になったが、ここでも英海軍の封鎖のため、コンステレーションは外海に出られなかった。1814年4月にはエリー湖で任務につき、終戦までをそこで過ごした 。戦後の1817年3月5日に中佐に昇進した。

## 東インド艦隊
米国と極東との貿易は限られてはいたが、長い航海を経ても、米国の毛皮、白檀材や綿製品と中国の絹や茶との交換によって莫大な利益を上げることができた。特に極東の富の話は、中国の市場に関する神話となっていた。この神話を現実に変えるため、1835年にエドマンド・ロバーツを長とする外交使節が中国に派遣されることになり、そのために2隻の軍艦、帆走戦闘スループ・ピーコック（USS Peacock）とスクーナー・エンタープライズ（USS Enterprise）、が派遣されることになり、東インド艦隊が誕生した。ケネディは東インド艦隊の初代司令官となった。しかしながらロバーツは中国で死亡、1836年中頃、ケネディも太平洋を横断して帰国した。
ケネディは1844年に死亡した。